# Zdroje (jezioro w powiecie wałeckim)
Zdroje – jezioro w woj. zachodniopomorskim, w powiecie wałeckim, w gminie Człopa, leżące na terenie Równiny Drawskiej.

## Dane morfometryczne
Powierzchnia zwierciadła wody według różnych źródeł wynosi od 20,0 ha przez 21,3 ha do 23,25 ha.
Zwierciadło wody położone jest na wysokości 64,9 m n.p.m. lub 64,6 m n.p.m. Średnia głębokość jeziora wynosi 2,9 m, natomiast głębokość maksymalna 4,8 m.

## Hydronimia
Według urzędowego spisu opracowanego przez Komisję Nazw Miejscowości i Obiektów Fizjograficznych (KNMiOF) nazwa tego jeziora to Zdroje. W różnych publikacjach i na mapach topograficznych jezioro to występuje pod nazwą Wydrowe lub Mały Ostrowiec.